# Gramado
Gramado je město v brazilském státě Rio Grande do Sul. Nachází se 115 km severovýchodně od Porto Alegre. Gramado má přibližně 40 tisíc obyvatel.
Původně zde žili Kaingangové. V devatenáctém století přišli přistěhovalci z Azorských ostrovů a později také Italové, Libanonci a Němci, používající dialekt hunsrik. Gramado založil v roce 1912 major José Nicoletti Filho. Bylo součástí města Taquara, v roce 1937 se osamostatnilo a v roce 1954 získalo městská práva.
Gramado patří k nejpopulárnějším turistickým letoviskům v Brazílii. Nachází se na vysočině Serra Gaúcha, kterou vede vyhlídková silnice Ruta romántica. Díky nadmořské výšce okolo 850 metrů má mírné podnebí. Významným lákadlem pro návštěvníky jsou na jaře kvetoucí hortenzie. Rostou zde také blahočety, ambroně a borovice černá. V blízkosti města se nacházejí umělá jezera Lago Negro a Lago Joaquina Bier a vodopád Cascata Véu de Noiva (Nevěstin závoj).
Město je dějištěm největšího filmového festivalu v Brazílii. Bylo zde také otevřeno muzeum voskových figurín, park miniatur a krytý lyžařský areál Snowland. O Vánocích se koná slavnost Natal Luz s koncerty a ohňostroji.
Vedle cestovního ruchu místní obyvatele živí stavebnictví, výroba nábytku, umělecká řemesla a potravinářský průmysl. K typickým místním produktům patří víno, vínovice, med a čokoláda.